# غزو جاوة (1811)
غزو جاوة في عام 1811 هو عملية برمائية بريطانية ناجحة ضد جزيرة جاوة شرق الهند الهولندية حدثت بين أغسطس وسبتمبر عام 1811 خلال الحروب النابليونية. وكانت جاوة في الأصل مستعمرة للجمهورية الهولندية، وبقيت في أيدي الهولنديين طوال الحروب الثورية والنابليونية الفرنسية، وخلال ذلك الوقت غزا الفرنسيون الجمهورية وأسسوا الجمهورية الباتافية في عام 1795، والمملكة الهولندية في عام 1806. ثم ضُمت هولندا إلى الإمبراطورية الفرنسية الأولى في عام 1810، وأصبحت جاوة مستعمرة فرنسية اعتبارية، على الرغم من استمرار إدارتها والدفاع عنها من قبل أفراد هولنديين.
بعد سقوط المستعمرات الفرنسية في جزر الهند الغربية في عامي 1809 و1810، وحملة ناجحة ضد الممتلكات الفرنسية في موريشيوس في عامي 1810 و1811، تحول الاهتمام إلى جزر الهند الشرقية الهولندية. وأُرسلت بعثة من الهند في أبريل 1811، في حين أُمر سرب صغير من الفرقاطات بالقيام بدوريات قبالة الجزيرة، ومداهمة الشحن، وشن هجمات برمائية ضد الأهداف السانحة. هبطت القوات في 4 أغسطس، وبحلول 8 أغسطس استسلمت مدينة باطافيا غير المحمية. وانسحب المدافعون إلى موقع محصن سابقًا، هو حصن كورنيليس، الذي حاصره البريطانيون واستولوا عليه في وقت مبكر من صباح 26 أغسطس. انسحب المدافعون المتبقون، وهم مزيج من الموظفين النظاميين الهولنديين والفرنسيين والميليشيات المحلية، وتبعهم البريطانيون. وبعد سلسلة من الهجمات البرمائية والأرضية استولوا على معظم المعاقل المتبقية، واستسلمت مدينة سالاتيغا في 16 سبتمبر، ثم تلا ذلك الاستسلام الرسمي للجزيرة للبريطانيين في 18 سبتمبر. ظلت الجزيرة في أيدي البريطانيين لما تبقى من الحروب النابليونية، وأعيدت إلى الهولنديين في اتفاقية لندن عام 1814.

## الخلفية
كانت هولندا تحت سيطرة فرنسا لعدة سنوات وكانت في حالة حرب مع بريطانيا مسبقًا. وعُين هيرمان ويليم داينديلز، المؤيد بشدة لفرنسا، حاكمًا عامًا لجزر الهند الشرقية الهولندية عام 1807. ووصل إلى جاوة على متن السفينة الفرنسية فيرجيني عام 1808، وبدأ بتحصين الجزيرة ضد خطر الحصار البريطاني. وأنشأ داينديلز معسكرًا قويًا يسمى حصن كورنيليس على بعد أميال قليلة جنوب باطافيا. وحسّن دفاعات الجزيرة من خلال بناء مستشفيات جديدة وثكنات ومصانع أسلحة وكلية عسكرية جديدة.
في عام 1810، جرى ضم هولندا بشكل رسمي لفرنسا. وضمن التغييرات الناتجة، عُين جان ويليم يانسينز من قبل نابليون بونابرت شخصيًا ليحل محل داينديلز حاكمًا عامًا. كان يانسينز قد عمل سابقًا حاكمًا عامًا لمستعمرة كيب، واضطر إلى الاستسلام بعد هزيمته من قبل القوات البريطانية في معركة بلاوبيرغ في عام 1806. رافق يانسينز فرقة فرقاطات فرنسية بقيادة جوزيف فرانسوا راؤول، تتكون من الفرقاطة ميدوز والفرقاطة نمف والسفينة الحربية سافو في مهمة لدعم جاوة. ورافق هذه القوة عدة مئات من القوات الفرنسية (المشاة الخفيفة) وبعض كبار الضباط الفرنسيين. وصلوا إلى جاوة في أبريل 1811 دون حوادث. في 2 سبتمبر، وصلت الفرقاطات إلى سورابايا، متبوعين بالفرقاطة إتش إم إس بوسيفالوس المسلحة بـ 32 مدفعًا. وبعد ذلك بيومين، انضمت سفينة إتش إم إس باراكوتا البريطانية إلى المطاردة، لكن فُقد الاتصال بها في 8 سبتمبر. وبعد أربعة أيام، طاردت الفرقاطتان ميدوز ونمف الفرقاطة بوسيفالوس، التي هربت وفُقد الاتصال بها في اليوم التالي. عاد السرب إلى بريست في 22 ديسمبر 1811.
كان البريطانيون قد احتلوا ممتلكات الهند الشرقية الهولندية مسبقًا في أمبون وجزر الملوك. واستولوا حديثًا على جزر ريونيون وموريشيوس الفرنسية في حملة موريشيوس 1809-1811. أما ستامفورد رافلز، وهو مسؤول في شركة الهند الشرقية البريطانية، اضطر إلى مغادرة المستوطنة الهولندية في ملقا عندما ضُمت هولندا، كان قد اقترح على اللورد مينتو -الحاكم العام للهند- أنه يجب الاستيلاء على جاوة والممتلكات الهولندية الأخرى. تبنى مينتو هذا الاقتراح بحماس بسبب القوات الكبيرة التي توفرت لديه لحملة موريشيوس، حتى إنه اقترح مرافقة البعثة بنفسه.

### الغارات البحرية
كانت القوات البحرية نشطة قبالة الساحل الجاوي قبل وفي أثناء البعثة الاستكشافية. وفي 23 مايو 1811 هاجمت زمرة من سفينة إتش إم إس سير فرانسيس دريك أسطولًا مكونًا من أربعة عشر سفينة مدفعية هولندية قبالة سورابايا، وأسروا تسعة منهم. تعرضت ميراك، الواقعة في شمال غرب جاوة، للهجوم ودُمر الحصن الذي يدافع عن المدينة من قبل جماعة من إتش إم إس ميندن وإتش إم إس ليدا في 30 يوليو. وفي نفس اليوم هاجمت السفينة إتش إم إس بروكريس سربًا من ستة زوارق حربية هولندية ترفع ألوانًا فرنسية، وألقت القبض على خمسة ودمرت السادس. 

## الغزو
كانت القوة البريطانية في البداية تحت قيادة نائب الأدميرال ويليام أوبراين دروري، وبعد وفاته في مارس 1811، أصبحت تحت قيادة العميد البحري وليام روبرت بروتون، اجتمعت هذه القوة في قواعد في الهند في أوائل عام 1811. غادرت الفرقة الأولى من القوات مدراس في 18 أبريل بقيادة الكولونيل رولو غيليسبي، برفقة سرب بقيادة الكابتن كريستوفر كول على إتش إم إس كارولين المزودة بـ 36 مدفعًا. وصلوا إلى بينانق في 18 مايو، وفي 21 مايو، انضمت الفرقة الثانية بقيادة اللواء فريدريك أوغستوس ويثرال، الذي غادر كالكوتا في 21 أبريل، برفقة سرب بقيادة الكابتن فليتوود بيليو، على متن إتش إم إس فايتون المزودة بـ 38 مدفعًا. أبحر السربان معًا، ووصلا إلى ملقا في 1 يونيو، حيث أجروا اتصالات مع فرقة من القوات البنغالية تحت قيادة الفريق السير صامويل أوكموتي، برفقة العميد البحري بروتون على متن إتش إم إس إلوستريوس المزودة بـ 74 مدفعًا. وأصبح أوكموتي وبروتون القائدين العسكريين والبحريين للحملة. ومع القوة التي جُمعت، كان لدى أوكموتي ما يقرب من 11,960 رجلًا تحت قيادته، ولكن انخفض العدد بنحو 1200 شخص بسبب المرض. ونزل الذين يعانون من المرض الشديد في ملقا، وفي 11 يونيو أبحر الأسطول ليكمل طريقه. بعد أن رسا في نقاط مختلفة في الطريق، وصلت القوة قبالة إندرامايو في 30 يونيو.
هناك انتظر الأسطول بعض الوقت للحصول على معلومات استخبارية تتعلق بالقوة الهولندية. واقترح العقيد ماكنزي -وهو ضابط أُرسل لاستطلاع الساحل- موقعًا للرسو في سيلينسينغ، وهي قرية صيد غير محمية على بعد 12 ميلاً (19 كم) شرق باطافيا. رسا الأسطول قبالة نهر ماراندي في 4 أغسطس، وبدأ بإنزال القوات في الساعة 14:00. وفوجئ المدافعون، ومر ما يقرب من ست ساعات قبل وصول القوات الفرنسية الهولندية لاعتراض الإنزال، وكان قد نزل ثمانية آلاف جندي بريطاني بحلول ذلك الوقت. حصلت مناوشات قليلة بين الحراس المتقدمين، وصُدت القوات الفرنسية الهولندية.

### سقوط باطافيا
انسحب يانسينز من باطافيا حين علم بالإنزال البريطاني الناجح برفقة جيشه الذي بلغ ما بين 8000 و10,090 رجلاً، وحصنوا أنفسهم في حصن كورنيليس. تقدم البريطانيون باتجاه باطافيا، ووصلوا إليها في 8 أغسطس ووجدوها دون حماية. استسلمت المدينة للقوات تحت قيادة الكولونيل غيليسبي، بعد أن قدم بروتون وأوكتموتي وعودًا باحترام الملكية الخاصة. شعر البريطانيون بخيبة أمل عندما وجدوا أن جزءًا من المدينة قد أضرمت فيه النيران، وأن العديد من المستودعات المليئة بالبضائع مثل القهوة والسكر قد نهبت أو غمرت بالمياه، الأمر الذي حرمهما من جائزتهما المالية. وفي 9 أغسطس 1811 وصل الأميرال روبرت ستوبفورد وحل محل العميد البحري بروتون، وكان يُعتبر شخصًا متحفظًا. كان لدى ستوبفورد أوامر بأن يخلف اللواء البحري ألبيمارل بيرتي في منصبه كقائد عام لكيب، ولكن عند وصوله علم بمقتل نائب الأدميرال دروري، والحملة المخطط لها إلى جاوة، وهكذا تابع سفره.